# Gina Petrushka
Regina "Gina" Petrushka (Rusia; 23 de octubre de 1909 - Estados Unidos; 20 de noviembre de 1991) fue una actriz de cine, teatro y televisión rusa. Es conocida por su papel en la película de culto El exorcista.

## Carrera
Intérprete de nacionalidad rusa, era hija de Osias Petruschka y Mina Petruschka, hermana de Max Meir Petruschka; Lisa Susmann y Shabtai Sigmund Leo Petrushka.
Actriz de reparto, se inició a comienzos de 1950 en series televisivas como Suspense con Rex Marshall, Robert Emhardt y Robert H. Harris; The Mask con Gary Merrill y William Prince;  I Spy con Raymond Massey, Louis Edmonds y Marcel Hillaire; Playwrights '56 con Gene Saks;  Kraft Television Theatre con Millette Alexander, Jonathan Anderson y Eddie Applegate; y Sybil con Sally Field y Joanne Woodward.
En cine se lució en la película de 1960, The Secret of the Purple Reef con dirección de William Witney y protagonizada por Jeff Richards y Margia Dean y Peter Falk. En 1973 le llegó un importante papel en El exorcista dirigida por William Friedkin, estelarizada por Ellen Burstyn, Max von Sydow y Linda Blair, en el papel de la mucama de la casa.
Murió en Estados Unidos el 20 de noviembre de 1991 por causas naturales a sus 82 años.

## Filmografía
- 1976: Sybil como Dra. Lazarus
- 1973: El exorcista como Willi.
- 1960: The Secret of the Purple Reef como Abuela.

## Televisión
- 1976: Sybil como la Dra. Lazarus
- 1956: Kraft Television Theatrer como Pasajero de tercera clase. Episodio: " A Night to Remember"
- 1956: Playwrights '56 como Jarey
- 1956: I Spy como Gerda
- 1954: The Mask
- 1952: Suspense como Baronesa